# Leśna Podlaska (village)
Pour les articles homonymes, voir Leśna Podlaska.
Leśna Podlaska (prononciation : [ˈlɛɕna pɔdˈlaska]) est un village polonais de la gmina de Leśna Podlaska dans le powiat de Biała Podlaska de la voïvodie de Lublin dans l'est de la Pologne.
Le village est le siège administratif (chef-lieu) de la gmina appelée gmina de Leśna Podlaska.
Il se situe à environ 13 kilomètres au nord-ouest de Biała Podlaska (siège du powiat) et 104 kilomètres au nord de Lublin (capitale de la voïvodie).
Le village comptait une population d'un peu moins 900 habitants en 2021.

## Histoire
De 1975 à 1998, le village est attaché administrativement à la voïvodie de Biała Podlaska.

Depuis 1999, il fait partie de la voïvodie de Lublin.

## Culte
Lesna Podlaska est le siège de la paroisse catholique romaine de la Nativité de la Vierge Marie, avec la basilique Saint-Pierre-et-Saint-Paul, un sanctuaire marial dirigé (jusqu'en 1864 et à partir du 19 mai 1919) par des pères paulins.